# Nils Bäcklin
Nils Gustav Bäcklin, född 9 april 1913 i Stockholm, död där 16 december 1989, var en svensk konstnär.
Han var son till sågverksarbetaren Gustaf Anton Bäcklin och Anna Ingeborg, född Karlsson, och växte upp i Sandviken. Efter att först ha arbetat som metallarbetare på Sandvik, flyttade han till Stockholm och studerade måleri och teckning för Isaac Grünewald respektive Edvin Ollers. Senare studerade han även för Fernand Legér i Paris. Han gjorde också några längre studieresor till Spanien och Frankrike. Han deltog i samlingsutställningar på Ekströms Konstgalleri och Galleri S:t Lucas i Stockholm 1942 och 1943. På Modern konst i hemmiljö ställde han ut 1946 tillsammans med Åke Göransson, Ivan Joern, Bertil Wahlberg, Olof Arén, Waldemar Sjölander och Ivar Morsing. Tillsammans med Bertil Wahlberg ställde han ut i Sandviken 1948 och även 1949, då tillsammans med bland andra Hugo Wickman och Martin Palm. Med två andra grünewaldelever, Åke W Andersson och Gunnar Sundberg, ställde han 1949 ut på Galerie Acté i Stockholm tillsammans med dåvarande hustrun, keramikern Hedy Bäcklin. På 1950-talet deltog han bland annat i samlingsutställningar på Galerie Catharina i Stockholm och under 1960-talet ställdes hans konst ut mer fortlöpande på Konstkammaren i Stockholm. Han målade i olja och gouache, gärna figurkompositioner och landskap i  en expressionistisk och färgsprakande stil. Han var också verksam som tecknare och illustratör. 
Bäcklin var gift första gången 1944– med Hedy Heiman (1920–2014), som under några år var verksam som keramiker och formgivare på Rörstrand, men efter skilsmässan emigrerade till USA. Andra gången var Bäcklin gift 1952–1963 med Kerstin Christiansen (1929–2009).